# 島根県道207号下府停車場線
島根県道207号下府停車場線（しまねけんどう207ごう しもこうていしゃじょうせん）は、島根県浜田市を通る一般県道である。

## 概要
JR西日本山陰本線 下府駅から国道9号交点に至る。

### 路線データ
- 起点：浜田市下府町（JR西日本山陰本線 下府駅前）
- 終点：浜田市下府町（国道9号交点）

## 歴史
- 1958年（昭和33年）6月13日 - 島根県告示第525号により認定される。
- 1969年（昭和44年）3月1日 - 那賀郡国府町が浜田市に編入されたことにより全区間が浜田市域を通る路線になり、併せて起終点の地名が変更される（那賀郡国府町下府→浜田市下府町）
- 1972年（昭和47年）頃 - 現行の県道番号に変更される。

## 路線状況

### 道路施設

#### 橋梁
- 土穴橋（下府川、浜田市）

## 地理

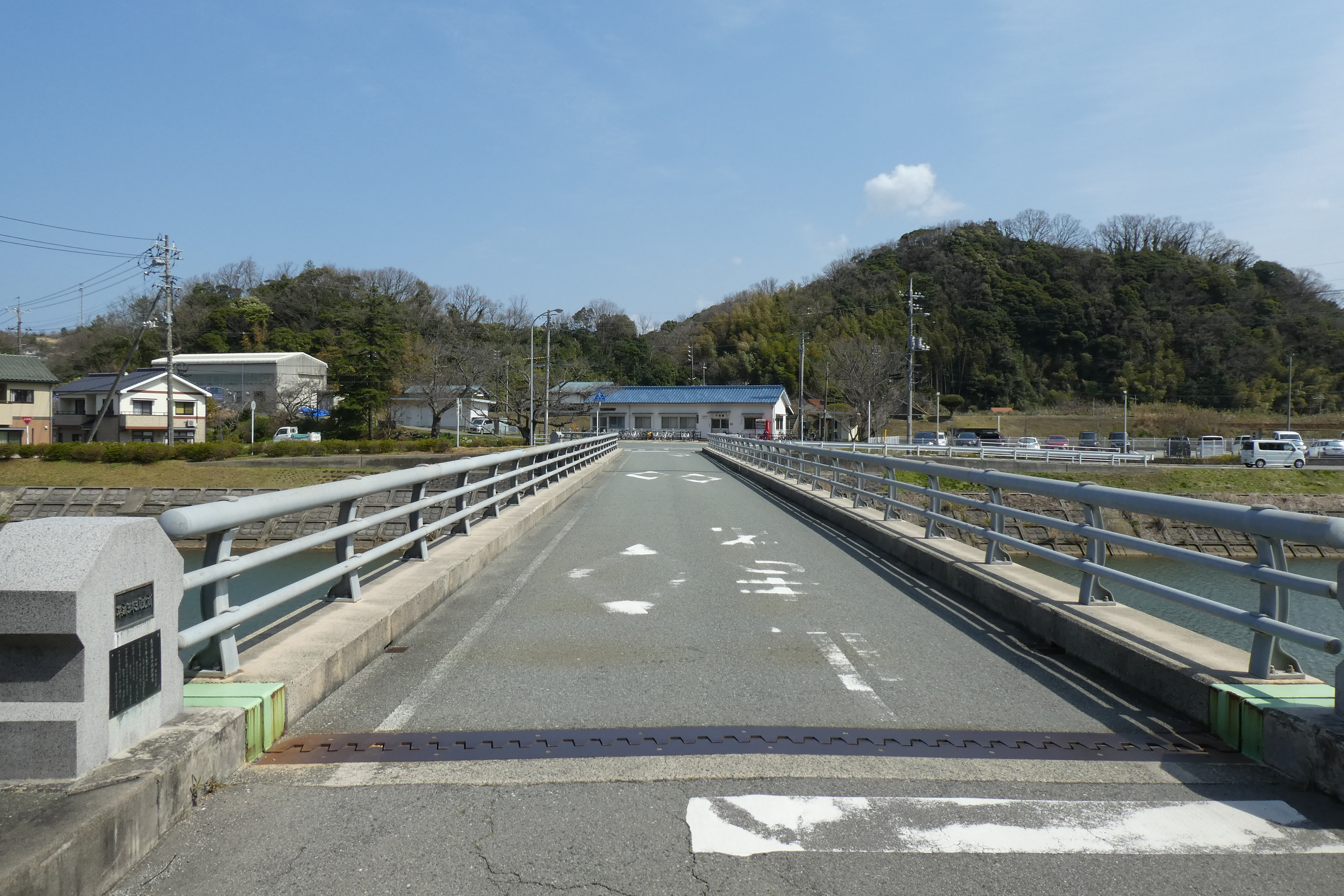
島根県道207号全線。国道9号交点から撮影。奥は下府駅。

### 通過する自治体
- 島根県
  - 浜田市

### 交差する道路
| 交差する道路           | 交差する場所 | 交差する場所 |
| ---------------------- | ------------ | ------------ |
| 国道9号 国道186号 重複 | 下府町       | 終点         |

### 沿線
- JR西日本山陰本線 下府駅